# کورونوبی
کورونوبی (به فنلاندی: Kronoby) یک منطقهٔ مسکونی در فنلاند است که در اوستروبوتنیا واقع شده‌است.